# コリーニ事件
『コリーニ事件』（コリーニじけん、Der Fall Collini）は、2019年のドイツのドラマ映画。
監督はマルコ・クロイツパイントナー、出演はエリアス・ムバレクとフランコ・ネロなど。
ドイツ人男性を射殺したイタリア人男性の国選弁護人となった新人弁護士の目を通して、事件の背景から浮かび上がるドイツの歴史の闇を描いている。
ドイツの著名な刑事事件弁護士で作家のフェルディナント・フォン・シーラッハ（バルドゥール・フォン・シーラッハの孫）の同名ベストセラー小説を映画化した社会派法廷サスペンス。
本作で語られた“法律の落とし穴”がきっかけとなり、2012年にドイツ連邦法務省（当時）が省内に調査委員会を立ち上げた。

## ストーリー
2001年に、世間から一目置かれていた実業家のジャン＝バプティスト・マイヤーがベルリンのホテルのスイートルームで殺害される。その後、長く出稼ぎ労働者をやり、既に年金生活に入っているファブリツィオ・コリーニが、加害者として警察に出頭してきた。
新米の若き弁護士カスパー・ライネンがコリーニの公選弁護人に任命される。ライネンは、被害者が「ハンス」マイヤーで、子ども時代に父親代わりだった存在で、しかも被害者の孫のフィリップと一緒に学校に通い、孫娘のヨハンナと関係を持っていた。ライネンは、その事情を踏まえて先入観がありすぎで、公平な気持ちで事件に対処できないとして弁護人を辞任しようとする。しかし、現在、殺害された男性の家族を共同原告として代表している元大学での恩師のリチャード・マッティンガーから、ライネンに弁護人を続けるようにと助言される。
コリーニは頑なに黙秘を続けており、この事件は先行きが絶望的に見える。マッティンガーは、ライネンに、裁判を早期結審に持っていくために、コリーニに自白させるべきだと提案し、その見返りに、主任検察官は殺人ではなく故殺のみを認める。しかし、殺害に使われた拳銃が法廷で提示されたとき、マイヤーの図書館で同じ拳銃を見つけたことを思い出す。今日では凶器としては使用されないワルサーP38である。ライネンは、審理が数日間中断されるように手配し、コリーニの故郷であるモンテカティーニに出かける。その間、ライネンを手伝うことになった父ベルンハルトは、ルートヴィヒスブルクでナチスの戦争犯罪を調査する。
ライネンは村人のクラウディオ・ルケージに会い、1944年にモンテカティーニで何が起こったのかを聞く。 ハンス・マイヤーは若きナチス親衛隊少佐として、パルチザンによるドイツ兵の暗殺を受け、報復としてトスカーナで作戦を指揮した。無作為に選ばれた人々の中には、コリーニの父親が含まれていた。マイヤーは、銃殺隊によって重傷を負った父親が数回の銃撃で処刑されるのを、息子のコリーニに強制的に見せた。ルケージの父親は通訳として働いていたため、戦後まもなく協力者とし 処刑された。
マッティンガーは、有利な司法取引を約束することで、ライネンが法廷でこれを持ち出すのを阻止しようとしするが、ライネンは拒否する。ルケージが法廷で証言すると、コリーニは動機についてようやく話す覚悟をする。コリーニと彼の姉は、1968年に既にマイヤーに対して刑事告訴を行っており、訴訟はその後中止されていたのである。それは、法律の変更により、マイヤーの戦争犯罪は殺人罪ではなく、過失致死罪として扱われ、それゆえに時効が成立して裁かれなくなったためだとライネンは指摘する。ライネンは、当時の立法プロセスに関与していたマッティンガーに立ち向かい、マッティンガーは最終的にこの法律の変更が間違っていたことを認める。評決が翌日発表されるとき、裁判官は、コリーニが前夜に自殺したことを告知する。
亡くなったコリーニからライネンへ届いたメールには、短いメモとともに、彼と父親が写っている写真が添付されていた。

## キャスト
- カスパー・ライネン: エリアス・ムバレク - 新人弁護士。母親はトルコ人。コリーニの国選弁護人。
- ヨハンナ・マイヤー: アレクサンドラ・マリア・ララ - 被害者の孫。カスパーが10代の時に性的関係あり。
- リヒャルト・マッティンガー: ハイナー・ラウターバッハ - 被害者遺族の公訴参加代理人で著名な教授。
- ファブリツィオ・コリーニ: フランコ・ネロ - 殺人事件の被告人。
  - 9歳時: レオナルド・オルソリーニ
- ニーナ: ピア・シュトゥッツェンシュタイン（ドイツ語版） - ピザ屋のバイト店員。カスパーの仕事を手伝う。
- ハンス・マイヤー: マンフレート・ツァパトカ（ドイツ語版） - コリーニに殺害された経済界の大物。ヨハンナの祖父。
  - 若年期: ヤニス・ニーブナー
- イェニファー・ラスコブ: ザビーネ・ティモテオ - 凶器の銃を分析した専門家で裁判で証言。
- ライマース: ライナー・ボック - 検察官。
- ベルンハルト・ライネン: ペーター・プラガー（ドイツ語版） - カスパーと疎遠な実父。書店経営。
- 裁判長: カトリン・シュトリーベック（ドイツ語版）
- クラウディオ・ルケージ: サンドロ・ディ・ステファノ - カスパーがイタリアで見つけた証人。

## 作品の評価
Rotten Tomatoesによれば、批評家の一致した見解は「論点に多少の躓きはあるものの、力強い演技とサスペンスに満ちたストーリーのおかげで『コリーニ事件』は勝利の評決を得た。」であり、22件の評論のうち高評価は77%にあたる17件で、平均点は10点満点中6.9点となっている。
その一方で、映画ライター・評論家のトムリス・ラフリーはRogerEbert.comでのレビューにおいて100点満点中63点をつけ、概ね作品を高評価しつつも、「陳腐な表現を超えられず、さらに、硬い演技と、様々な時代が入り混じったぎこちない処理によって、作品としての完成度は低くなってしまっている。」と欠点を挙げている。

## 原作小説の日本語訳
- 『コリーニ事件』フェルディナント・フォン・シーラッハ著、酒寄進一訳
  - 単行本、東京創元社、2013年[11]
  - 文庫、創元推理文庫、2017年[12]